# بیاووپوله (استان لوبلین)
بیاووپوله (به لهستانی:  Białopole) یک روستا در لهستان است که در گمینا بیاووپوله واقع شده‌است. بیاووپوله ۵٫۲۴ کیلومتر مربع مساحت و ۸۸۳ نفر جمعیت دارد.